# John A. Moroso

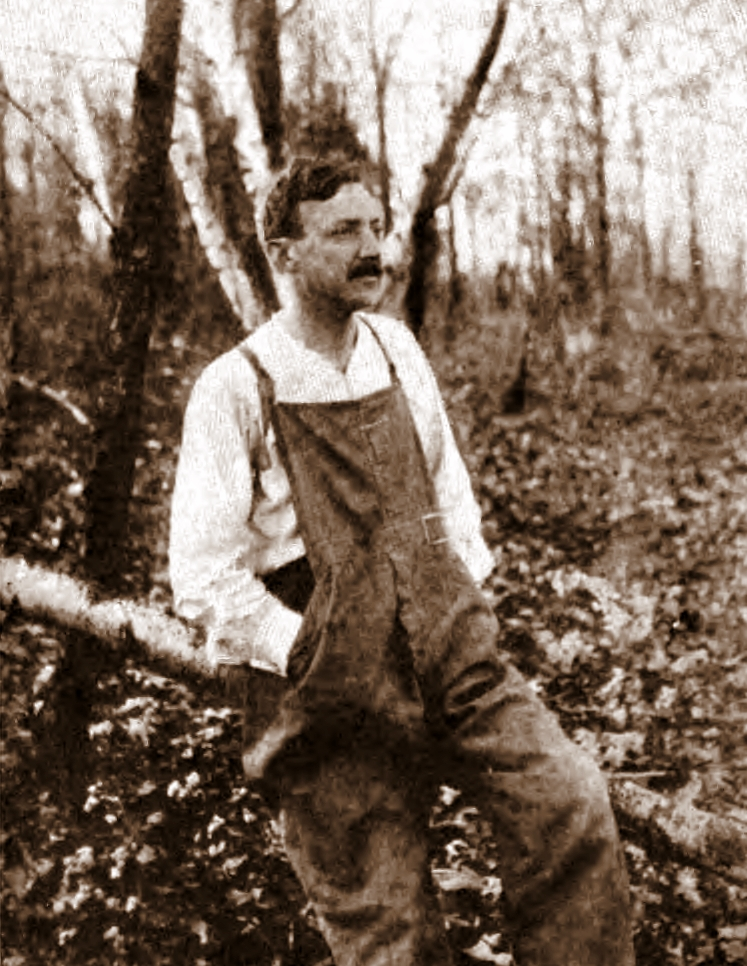
John Antonio Moroso

John Antonio Moroso (* 17. August 1874 in Charleston (South Carolina); † 6. Juni 1957 in New Rochelle) war ein US-amerikanischer Schriftsteller und  Drehbuchautor.

## Leben

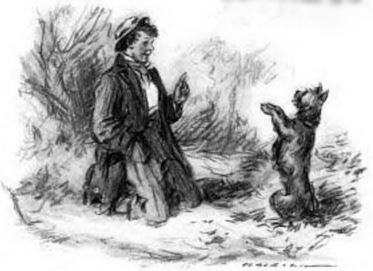
August 1915: Die Kurzgeschichte Buddy and Waffles

John Morosos Vorfahren waren aus Italien in die Vereinigten Stadten eingewandert. 1894 absolvierte er die 
Zitadelle und wurde aus diesem College als Poet Laureate entlassen. In New York City arbeitete er als Zeitungs- und Gerichtsreporter. In den 1910er Jahren schrieb er für Magazine wie zum Beispiel für Collier’s. Als Dichter befreundete er sich in dieser Zeit mit Alfred Joyce Kilmer (1886–1918). The stumbling herd, sein Roman über das New Yorker Ghetto aus dem Jahr 1923, wurde 1926 von Philip Rosen verfilmt. Moroso brachte nicht nur ein Drehbuch nach dem anderen hervor – er schrieb auch für Kinder. Aus der Kurzgeschichte Buddy and Waffles (1915) entwickelte er das 1936 publizierte Kinderbuch Nobody's buddy – die Geschichte um einen Jungen und seinen Hund.

## Werke (Auswahl)
- The quarry. Illustrationen: Thomas Fogarty. Boston 1913 (archive.org) (=The city of silent men. New York 1913; 1930 als Das Geheimnis des Ingenieurs Nelson verfilmt)
- The people against Nancy Preston. New York 1921 (archive.org)
- The stumbling herd. New York 1923 (HathiTrust)
- Cap Fallon, fire fighter. New York 1923
- The listening man. New York 1924
- Bread eaten in secret. New York 1931
- Poor passionate fool. New York 1932
- Love in Her Heart. New York 1934
- Nobody's buddy. Chicago 1936

## Verfilmungen (Auswahl)
Stummfilme
- 1917 Vengeance Is Mine von Frank Hall Crane (1873–1948) mit Elliott Dexter[1]
- 1918 The Shoes That Danced von Frank Borzage mit Pauline Starke[2]
- 1918 The Hand at the Window (Verfilmung von In the Spring) von Raymond Wells (1880–1941) mit Joe King[3]
- 1918 The Lonely Woman von Thomas N. Heffron (1872–1951) mit Belle Bennett[4]
- 1921 The City of Silent Men (Verfilmung von The quarry) von Tom Forman (1893–1926) mit Thomas Meighan[5]
- 1922 Love in the Dark (Verfilmung von Page Tim O'Brien) von Harry Beaumont mit Viola Dana[6]
- 1925 Jimmie's Millions von James P. Hogan mit Charles Clary[7]
- 1925 The People vs. Nancy Preston von Tom Forman mit Marguerite De La Motte[8]
- 1926 Rose of the Tenements (Verfilmung von The stumbling herd) von Philip Rosen mit Shirley Mason[9]
- 1927 For the Love of Mike (Verfilmung von  Hell's Kitchen) von Frank Capra mit Ben Lyon und Claudette Colbert[10]
- 1927 When a Dog Loves von John Paterson McGowan (1880–1952) mit Harold Goodwin[11]
- 1927 The Fire Fighters (Verfilmung von Cap Fallon, fire fighter) von Jacques Jaccard (1886–1960) mit Jack Dougherty (1895–1938)[12]

Tonfilm
- 1930 Shadow of the Law (Verfilmung von The quarry) von Louis J. Gasnier mit William Powell[13]